# صخرة التويثير
صخرة التويثر أو الصخرة العجيبة أو الصخرة المعلقة هي صخرة تكونت بفعل عوامل التعرية الطبيعية، تقع الصخرة في محافظة الأحساء في المنطقة الشرقية في المملكة العربية السعودية.

## الموقع
تقع صخرة التويثير في بلدة التويثير شرق مدينة الهفوف علي طريق منتزه الأحساء الوطني، حيث تحتضن بلدة التويثير جبل القارة من الجهة الشمالية.

## الوصف
صخرة ذات حجم متوسط، تستند علي ثلاثة صخور صغيره أسفلها، حيث تشكلة الصخرة منذ أكثر من 50 عامًا.

## خطر الأنهيار
يضم جبل القارة أيضًا صخرة كبيرة علي طريق الدالوة، حيث تشكل الصخرة خطرًا علي مستخدمي الطريق.